# یواس‌اس کرونا (اس‌پی-۸۱۳)
یواس‌اس کرونا (اس‌پی-۸۱۳) (به انگلیسی: USS Corona (SP-813)) یک کشتی بود که طول آن 172' بود. این کشتی در سال ۱۹۰۵ ساخته شد.